# Troupes françaises en Chine
Les troupes françaises en Chine désigne les unités françaises chargées de la défense militaire des concessions françaises en Chine. Elles prennent la suite en 1928 du corps d'occupation de Chine (COC), lui-même remplaçant en 1905 la brigade d'occupation de Chine. Cette dernière est créée en 1901 à partir du corps expéditionnaire français en Chine créé pour réprimer la révolte des Boxers.

## Historique

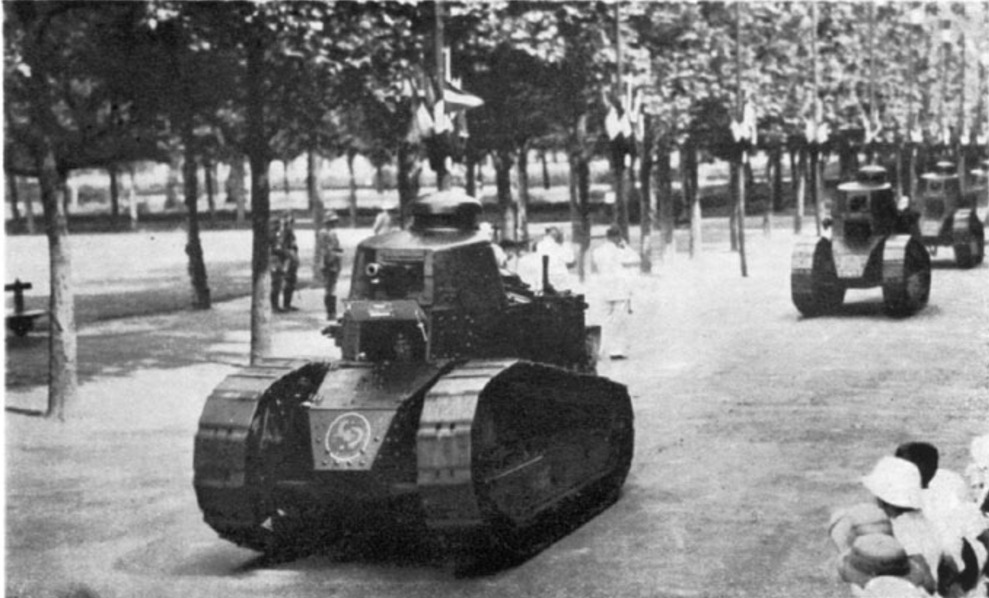
Défilé des Renault FT de la compagnie de chars de Shanghai le 14/7/1938.

La 2e brigade du corps expéditionnaire quitte la Chine en juillet 1901. Commandée par le général Sugillon, la brigade d'occupation est formée autour des régiments des troupes de marine, en particulier les 16e et 17e régiments d'infanterie coloniale (RIC). La brigade d'occupation passe le 1er janvier 1902 du ministère de la Marine au ministère de la Guerre.
Elle est renommée corps d'occupation de Chine en 1905.
En juillet 1928, le corps d'occupation de Chine est renommé « Troupes françaises en Chine ».
En 1943, le gouvernement de Vichy rétrocède les concessions françaises au gouvernement collaborateur chinois allié aux Japonais. Les troupes françaises sont rassemblées à Shanghaï, Tien-Tsin et Pékin. Elles sont désarmées par les Japonais à l'occasion du coup de force japonais en Indochine. Après avoir partiellement réoccupé leurs positions fin août 1945 après la capitulation japonaise, les troupes françaises quittent définitivement la Chine en juin-juillet 1946.